# Iúri Leitão
Pour les articles homonymes, voir Leitão.
Dantas Leitão est un nom portugais ; le premier nom de famille (d'usage facultatif) est Dantas et le second est Leitão.
Iúri Gabriel Dantas Leitão (né le 3 juillet 1998 à Viana do Castelo) est un coureur cycliste portugais, membre de l'équipe Caja Rural-Seguros RGA. Il pratique le cyclisme sur piste et sur route. Son palmarès comprend notamment quatre titres de champion d'Europe du scratch remportés en 2020, 2022, 2024 et 2025. Il est aussi champion olympique de course à l'américaine en 2024 avec Rui Oliveira.

## Biographie
Durant l'été 2015, Iúri Leitão s'impose sur la cinquième épreuve de la Coupe du Portugal juniors, à Oliveira do Bairro. En 2016, il est sacré champion de la course aux points juniors (moins de 19 ans), à Anadia.
Début 2018, il remporte une médaille de bronze chez les élites aux championnats du Portugal sur piste, dans la course scratch. Au mois de septembre, il s'impose au sprint sur la cinquième étape du Tour du Portugal de l'Avenir.
En 2020, il décroche trois médailles aux championnats d'Europe sur piste : l'or sur le scratch, l'argent sur l'élimination et le bronze sur l'omnium. La même année, il devient champion du Portugal du scratch et est sélectionné pour ses premiers championnats du monde sur piste élites à Berlin (9e du scratch et 14e de l'américaine). En 2021, il est vice-champion du monde de l'élimination derrière Elia Viviani.
En 2022, il devient pour la deuxième fois champion d'Europe du scratch, mais ne participe pas aux mondiaux.

## Palmarès sur piste

### Jeux olympiques
- Paris 2024
  -  Champion olympique de la course à l'américaine
  -  Médaillé d'argent de l'omnium

### Championnats du monde
| Édition / Épreuve | Course à l'élimination | Omnium |
| Roubaix 2021      | Argent                 |        |
| Glasgow 2023      |                        | Or     |

### Coupe des nations
- 2021
  - 2e de l'américaine à Saint-Pétersbourg
  - 2e de l'omnium à Saint-Pétersbourg
- 2023
  - 1er de la course à l'américaine à Milton (avec Ivo Oliveira)
- 2024
  - 3e de l'américaine à Milton

### Ligue des champions
- 2021
  - 1er de l'élimination à Londres
  - 2e du scratch à Palma

### Championnats d'Europe
| Édition / Épreuve                 | Course aux points | Américaine | Course scratch | Omnium | Course à l'élimination |
| Fiorenzuola d'Arda 2020 (espoirs) | Argent            |            | Argent         |        | Argent                 |
| Plovdiv 2020                      |                   |            | Or             | Bronze | Argent                 |
| Granges 2021                      | Argent            | Bronze     |                |        |                        |
| Munich 2022                       |                   | 4e         | Or             |        |                        |
| Granges 2023                      |                   | 4e         | 6e             |        |                        |
| Apeldoorn 2024                    |                   |            | Or             |        |                        |
| Heusden-Zolder 2025               | Or                |            | Or             |        |                        |

### Championnats du Portugal
| - 2016 - Champion du Portugal de course aux points juniors - 2018 - 3e du scratch - 2019 - 3e de l'américaine - 2020 - Champion du Portugal du scratch - 2e de la poursuite - 2e de la course aux points - 2021 - Champion du Portugal de l'américaine (avec Daniel Dias) - Champion du Portugal d'omnium | - 2022 - Champion du Portugal de l'américaine (avec João Matias) - Champion du Portugal du scratch - 2e de l'omnium - 2e de la course aux points - 2024 - Champion du Portugal de course aux points - Champion du Portugal de l'américaine (avec Diogo Narciso) - Champion du Portugal du scratch - Champion du Portugal d'omnium - Champion du Portugal de l'élimination |  |

## Palmarès sur route

### Par année
- 2018
  - 5e étape du Tour du Portugal de l'Avenir
- 2021
  - 2e étape du Grande Prémio Douro Internacional
  - 2e et 3e étapes du Tour de l'Alentejo
- 2022
  - 2e étape de la Ronde de l'Oise
- 2023
  - Tour de Grèce :
    - Classement général
    - 3e étape

  - 1re (section b) et 3e étapes du Grand Prix Beiras et Serra da Estrela
  - 2e étape du Tour de Croatie
- 2024
  - 5e étape du Tour de l'Alentejo
  - 2e étape du Grand Prix Beiras et Serra da Estrela
  - 1re étape du Tour de Grèce (contre-la-montre)
- 2025
  - Trofeo Palma

### Classements mondiaux
| Année                                 | 2019  | 2020  | 2021  | 2022  | 2023 | 2024 |
| ------------------------------------- | ----- | ----- | ----- | ----- | ---- | ---- |
| Classement mondial                    | 2707e | 1747e | 1440e | 1530e | 446e | 990e |
| UCI Europe Tour                       | 1690e | 1289e | 1025e | 1025e | nc   | nc   |
|                                       |       |       |       |       |      |      |
| Légende : nc = non classéSource : UCI |       |       |       |       |      |      |